# 諸嶽奕堂
諸嶽 奕堂（もろたけ えきどう、またはしょがく えきどう、俗姓：平野、1805年（文化2年） - 1879年（明治12年）8月24日）は、日本の曹洞宗僧侶。總持寺独住1世、曹洞宗管長（弘済慈徳禅師）。号は旃崖・無以子。

## 略歴
文化2年に尾張国（現・愛知県名古屋市）に生まれる。1813年（文化10年）愛知郡豊明村（現・豊明市）聖應寺にて出家、霊若寺、黄龍寺、龍泰寺にて修行を重ね、三河国香積寺にて風外本高の下で悟りを開く。
1847年（弘化4年）に京山科大宅寺住職となり、上野国龍海院、天徳院を歴住。永平寺・總持寺の内紛を収めて、1870年（明治3年）に総持寺独住1世に、その後曹洞宗管長に就任した。
1879年（明治12年）東北巡錫中コレラに罹る
8月23日に山形県善宝寺で遷化。75歳没。善宝寺亀山(妙達山)にて荼毘に付く、霊骨は總持寺へ送り余灰は善宝寺歴住墓地へ埋葬し無縫塔を建立する。

## 弟子
森田悟由・滝谷琢宗

## 著書
- 『懶眠余稿』（金山貫苗、1891年）
- 『総持奕堂禅師遺稿』（蘿月照巌編、1896年）
- 『旃崖奕堂禅師語録』（蘿月照巌編、川口高風解説、1987年）